# Hohenacker (Bretzfeld)
Hohenacker ist ein zu den Bretzfelder Ortsteilen Adolzfurt und Scheppach zählender Wohnplatz im Hohenlohekreis im nördlichen Baden-Württemberg.

## Geografie

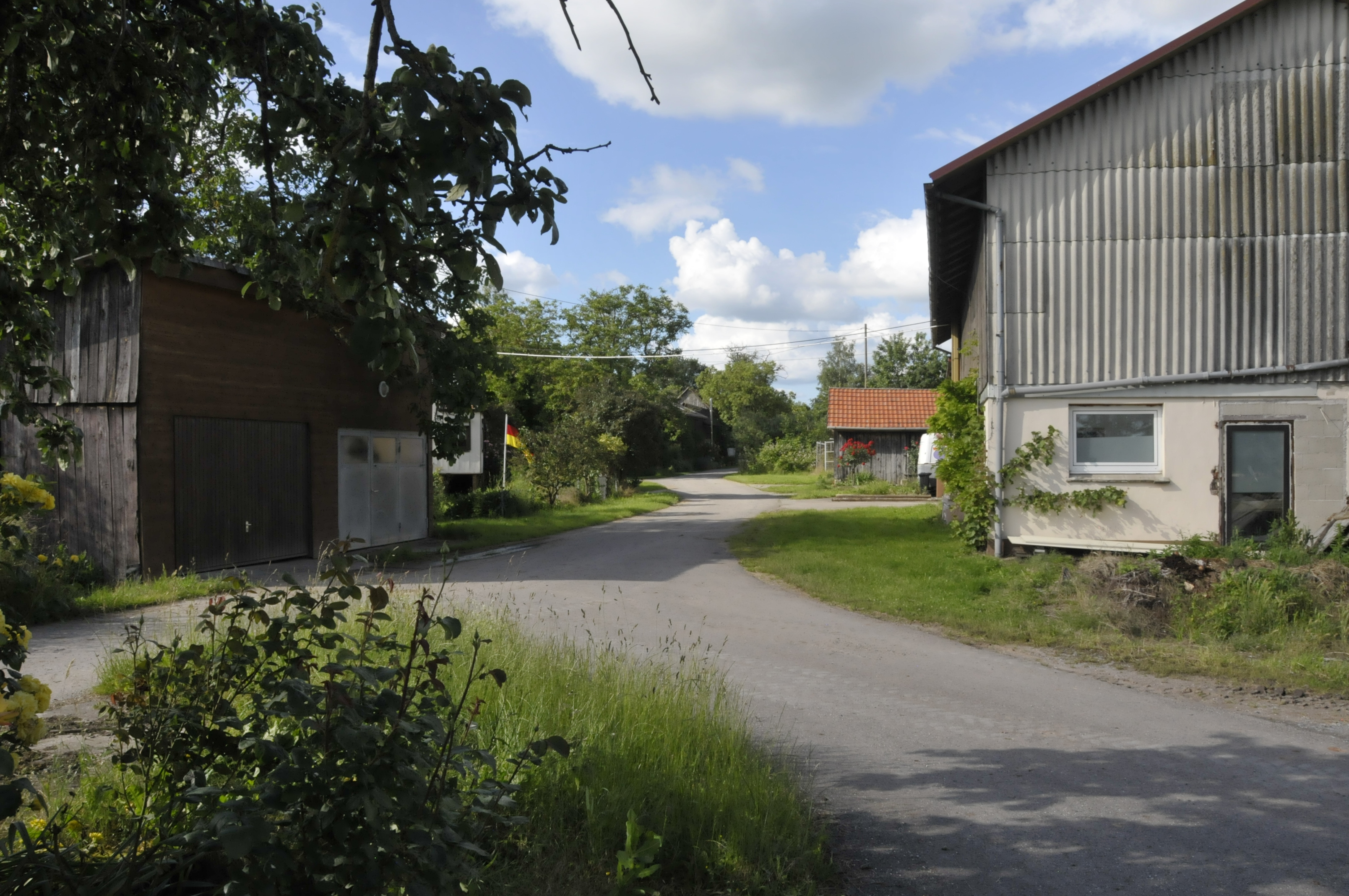

Hohenacker liegt auf einem schmalen Höhenrücken am linken Ufer des Brettachtals. Die Anwesen liegen teils auf der Markung von Adolzfurt, teils auf der Markung von Scheppach, so dass der Wohnplatz zu beiden Bretzfelder Ortsteilen zählt.

## Geschichte
Hohenacker geht auf einen Einzelhof zurück, der 1686 zweigeteilt war und zu dem 25 Morgen Land gehörten. 1771 erhielten 10 Untertanen in Hohenacker 41 weitere Morgen Wald zur Rodung, 1809 wurden 23 Einwohner gezählt und der Weiler zählte ab demselben Jahr zur Gemeinde Adolzfurt. 1839 dehnte sich die Bebauung auch auf die Gemarkung von Scheppach aus, 1861 standen dort schon zwei Häuser.